# Перушић Доњи
Перушић Доњи је насељено место у саставу града Бенковца, у Задарској жупанији, Република Хрватска.

## Историја
До територијалне реорганизације у Хрватској насеље се налазило у саставу старе општине Бенковац. Перушић Доњи се од распада Југославије до августа 1995. године налазио у Републици Српској Крајини. Као самостално насеље постоји од пописа 2011. године.

## Становништво
На попису становништва 2011. године, Перушић Доњи је имао 123 становника.